# Đảo Redang
Đảo Redang (tiếng Mã Lai: Pulau Redang) là một hòn đảo thuộc quận Kuala Nerus thuộc bang Terengganu, Malaysia. Đây là một trong những hòn đảo lớn nhất ngoài khơi bờ biển phía đông của Malaysia bán đảo. Nơi đây nổi tiếng với nước biển trong vắt và bãi biển cát trắng. Đây là một trong chín hòn đảo, tạo thành một công viên bảo tồn hải dương mang đến cơ hội lặn bằng ống thở (snorkeling) và lặn có bình khí cho khách du lịch.

## Quần đảo
Quần đảo Redang bao gồm các đảo Pulau Redang, Pulau Lima, Pulau Paku Besar, Pulau Paku Kecil, Pulau Kerengga Kecil, Pulau Kerengga Besar, Pulau Ekor Tebu, Pulau Ling và Pulau Pinang. Pulau Redang là hòn đảo lớn nhất trong tất cả các hòn đảo trong Công viên hải dương, dài khoảng 7 km (4,3 mi) và rộng 6 km (3,7 mi). Đỉnh cao nhất của nó là Bukit Besar ở độ cao 359 mét (1.178 feet) so với mực nước biển. Ranh giới của công viên hải dương Pulau Redang được thiết lập bằng một tuyến nối tất cả các điểm cách bờ biển 2 hải lý (3,7 km) từ Pulau Redang, Pulau Lima, Pulau Ekor Tebu và Pulau Pinang. Các hòn đảo khác gần đó là Pulau Pereaverian Besar, Pulau Pereaverian Kecil, Pulau Lang Tengah, Pulau Kapas và Pulau Susu Dara cũng được công nhận và bảo vệ như một công viên hải dương. Ngày nay, chỉ những hòn đảo lớn hơn như Redang, Lang Tengah, Pereaverian và Kapas có cơ sở nghỉ dưỡng cho du khách. Việc quản lý các công viên hải dương chủ yếu liên quan đến việc bảo vệ các hệ sinh thái biển và đất liền nhạy cảm bằng cách kiểm soát tác động từ các hoạt động của con người. Chúng bao gồm quản lý ô nhiễm chất thải và bảo tồn các rạn san hô và môi trường sống trên cạn.

## Du lịch
Trái ngược với quần đảo Pereaverian lân cận, Redang có hình ảnh cao cấp hơn, vì hầu như tất cả các chỗ ở trên đảo đều là các resort. Bãi biển lớn nhất là Pasir Panjang ở phía đông, có nửa tá khu nghỉ dưỡng. Bãi biển được bao phủ bởi cát trắng mềm mại.  Các khu nghỉ mát bãi biển khác nằm ở Teluk Dalam ở phía bắc và Teluk Kalong ở phía nam.
Do nước biển rất trong nên san hô và cá có thể được nhìn thấy chỉ cách bãi biển vài mét. Các hoạt động lặn biển có bình khí hay lặn biển bằng ống thở (snorkeling) được nhiều du khách yêu thích nhất, vì đó là cơ hội tốt để ngắm nhìn các rạn san hô cùng với những đàn cá, hải quỳ và cá mập con. Ngoài ra trên đảo còn có một khu vực bảo tồn rùa biển, và du khách cũng có cơ hội bơi hoặc lặn với chúng.
Đảo Redang cung cấp các hệ sinh thái động thực vật phong phú. Do đó, những chuyến đi trekking trên đảo rất phù hợp cho những du khách thích khám phá thiên nhiên và đắm mình vào không gian yên tĩnh. Hai con đường trekking phổ biến là con đường ở làng Jalan Pasir Panjang và con đường từ Pasir Panjang đến Teluk Dalam.
Bộ phim Summer Holiday được quay tại Laguna Redang Island Resort, và một bản sao của quán trà hiện đóng vai trò là cửa hàng lưu niệm của khu nghỉ mát.

## Khí hậu
Redang có khí hậu nhiệt đới với nhiệt độ ổn định khoảng 30 °C (86 °F) và giông bão thường xuyên nhưng ngắn. Giống như phần còn lại của bờ biển phía đông của Malaysia, Redang bị ảnh hưởng bởi gió mùa đông bắc từ Biển Đông, vì vậy hầu hết các khu nghỉ mát đều đóng cửa và lịch trình vận chuyển phà bị hạn chế nghiêm trọng giữa tháng 10 và tháng 3. Lượng mưa hàng tháng thay đổi trong suốt cả năm, với tháng 11 đến tháng 2 là những tháng ẩm nhất, trong khi tháng 4 đến tháng 8 là khô nhất. Đảo trải qua trung bình khoảng 2.600 mm (100 in) mưa mỗi năm.

## Giao thông
Không có đường hàng không nào đến đảo Redang. Kuala Terengganu là thành phố duy nhất để có phương tiện ra đảo bằng hai bến tàu Merang hoặc Shahbandar trên những chiếc thuyền được điều hành bởi các khu nghỉ mát.

## Hình ảnh
|  |  |